# Saccoglossus otagoensis
Saccoglossus otagoensis är en djurart som tillhör fylumet svalgsträngsdjur, och som först beskrevs av Benham 1899.  Saccoglossus otagoensis ingår i släktet Saccoglossus och familjen Harrimaniidae. Inga underarter finns listade i Catalogue of Life.